# Engineering the Dead
Enginering The Dead — (с англ. — «Двигатель мёртвых») второй полноформатный альбом бельгийской дэт/грайнд-группы Aborted, вышедший в 2001 году.

## Об альбоме
Engineering The Dead продолжил тематику предыдущего альбома, как в текстовом так и в музыкальном плане, хотя звучание стало на порядок чище. Записывался всё там же на «CCR Studio». Сессии были закончены в течение зимы 2001-го года, а альбом издан в июле теперь уже на более продвинутом лейбле Listenable Records. В записи альбома принимал участие новый второй гитарист группы Тийс Тис де Клоэдт. Издавался также на LP ограниченным тиражом в 500 копий. На этом альбоме группа также продолжает тенденцию семплирования, правда теперь уже не в таком изобилии, хотя и те, что были использованы предали картине ещё большей сочности и оригинальности, а именно диалоги из таких фильмов, как «Восставший из ада» и «Реаниматор», а также пресс-релиз по поводу первого обыска в расположенной в Милуоки квартире Джеффри Дамера, в конец CD, поместили самый жуткий семпл, где Дамер приносит свои соболезнования семьям его жертв.

## Список композиций
| №  | Название                         | Длительность |
| -- | -------------------------------- | ------------ |
| 1. | «The Holocaust Incarnate»        | 4:19         |
| 2. | «Nailed Through Her Cunt»        | 4:19         |
| 3. | «To Roast And Grind»             | 4:41         |
| 4. | «Engineering The Dead»           | 6:07         |
| 5. | «Eructations Of Carnal Artistry» | 3:22         |
| 6. | «Sphinctral Enthrallment»        | 4:00         |
| 7. | «Skullfuck Crescendo»            | 4:28         |
| 8. | «Exhuming The Infested»          | 5:33         |

Музыка: Ниек и Тийс

Тексты: Свенчо и Ниек

Обложка альбома: Чад Михаэль Вард

Оформлением буклета: Свенчо

## Переиздание
В 2008-м году был переиздан с тремя бонус-треками и обновлённым оформлением.
| №   | Название                                                                             | Длительность |
| --- | ------------------------------------------------------------------------------------ | ------------ |
| 1.  | «The Holocaust Incarnate»                                                            | 4:19         |
| 2.  | «Nailed Through Her Cunt»                                                            | 4:19         |
| 3.  | «To Roast And Grind»                                                                 | 4:41         |
| 4.  | «Engineering The Dead»                                                               | 6:07         |
| 5.  | «Eructations Of Carnal Artistry»                                                     | 3:22         |
| 6.  | «Sphinctral Enthrallment»                                                            | 4:00         |
| 7.  | «Skullfuck Crescendo»                                                                | 4:28         |
| 8.  | «Exhuming The Infested»                                                              | 5:33         |
| 9.  | «The Holocaust Incarnate» (бонус-трек - Live at Party San Fest 2003)                 | 4:08         |
| 10. | «Genetic Murder Concept» (бонус-трек - from Created To Kill session)                 | 5:05         |
| 11. | «Suffer The Children» (бонус-трек - Napalm Death cover from Created To Kill session) | 4:33         |

## Участники записи
- Свен Гурглорот де Калюве — вокал
- Ниек Верстает — гитара
- Тийс Тис де Клоэдт — лид-гитара
- Коэн Верстает — бас
- Френк Росси — ударные